# Arthur Tetzlaff
Arthur Tetzlaff (* 2. November 1871 in Prenzlau; † 12. Dezember 1949 in Berlin-Zehlendorf) war ein deutscher Verleger.

## Leben
Tetzlaff wurde am 2. November 1871 als Sohn eines Kaufmanns und Bankiers in Prenzlau (Uckermark) geborgen. Er studierte Philosophie und Literatur in Halle und Berlin und promovierte mit einer Arbeit über die Kindergestalten von Shakespeare.
Am 1. Januar 1900 gründete er die Verlagsbuchhandlung Gose & Tetzlaff in Berlin, die vor allen Dingen Belletristik, aber auch die Fachzeitschrift Der Eisenbahnweichensteller verlegte. Mit der Erstausgabe der Zeitschrift Das Stellwerk, dem Vorläufertitel der heutigen Signal und Draht, gründete er zum 1. Januar 1906 den Verlag Dr. Arthur Tetzlaff.
Nach dem Zweiten Weltkrieg ging die Führung des Verlags sukzessive auf seinen einzigen Sohn, Rudolf Tetzlaff, über. Am 12. Dezember 1949 starb Tetzlaff an den Folgen einer schweren Operation.

## Quelle
- Meldung: Dr. Arthur Tetzlaff †. In: Signal + Draht, 4 (1950), Nr. 1 (Januar), ISSN 0037-4997.

| Personendaten    | Personendaten      |
| ---------------- | ------------------ |
| NAME             | Tetzlaff, Arthur   |
| KURZBESCHREIBUNG | deutscher Verleger |
| GEBURTSDATUM     | 2. November 1871   |
| GEBURTSORT       | Prenzlau           |
| STERBEDATUM      | 12. Dezember 1949  |
| STERBEORT        | Berlin             |